# 2019年世界陸上競技選手権大会イギリス領ヴァージン諸島選手団
2019年世界陸上競技選手権大会イギリス領ヴァージン諸島選手団は、2019年9月27日から10月6日までカタールのドーハで開催された第17回世界陸上競技選手権大会のイギリス領ヴァージン諸島選手団。

## 選手団
- 人員: 選手 3人

## 選手名簿・結果
| 選手                   | 種目             | 予選   | 予選      | 準決勝 | 準決勝    | 決勝     | 決勝     |
| 選手                   | 種目             | 結果   | 順位      | 結果   | 順位      | 結果     | 順位     |
| ---------------------- | ---------------- | ------ | --------- | ------ | --------- | -------- | -------- |
| カイロン・マクマスター | 男子400mハードル | 49秒60 | 9位 (1着) | 48秒40 | 5位 (3着) | 48秒10   | 4位      |
| エルドレッド・ヘンリー | 男子砲丸投       | 20.13m | 21位      | -      | -         | 予選敗退 | 予選敗退 |
| チャンテル・マローン   | 女子走幅跳       | 6.45m  | 22位      | -      | -         | 予選敗退 | 予選敗退 |